# The Hero of Submarine D-2
The Hero of Submarine D-2 (o Colton, U. S. N.) è un film muto del 1916 diretto da Paul Scardon.

## Trama
J.F. Austen - potente boss politico - fa trasferire il capitano di corvetta Colton dall'Accademia Navale ai sommergibilisti, dopo che questi si era rifiutato di reintegrare suo figlio Austen che era stato bocciato agli esami. Colton viene messo al comando del sottomarino D-2. Lì, l'ufficiale viene a scoprire un complotto dei ruaniani, una nazione nemica, che progettano di far saltare per aria la flotta navale degli Stati Uniti. Colton riesce a sventare il piano del nemico facendo saltare le mine prima dell'arrivo della flotta, restando però gravemente ferito. Viene salvato da Gilman Austen che, dopo essere stato respinto all'Accademia, si era arruolato in Marina come marinaio semplice. Il suo comportamento valoroso gli vale il reintegro alla prestigiosa scuola militare, mentre Colton sposa sua sorella Caroline.

## Produzione
Il film fu prodotto dalla Vitagraph Company of America con il titolo di lavorazione Colton, U. S. N.. Vi sono incluse scene della flotta in manovra dove vennero usate quindici corazzate, quattro torpediniere e tre carboniere. Le navi erano al comando del vice-ammiraglio Henry T. Mayo. Nel film appare anche lo sbarco di 280 marines e la loro avanzata verso il nemico. Le riprese delle scene di guerra furono effettuate a Newport; nel film sono incluse anche scene girate tra i cadetti dell'Accademia Navale di Annapolis.

## Distribuzione
Distribuito dalla V-L-S-E, il film uscì nelle sale cinematografiche statunitensi il 13 marzo 1916.